# Air Serbia
Pour les articles homonymes, voir Air (homonymie).
Više od letenja/« Plus que voler » (1994-2007)
Sve najbolje leti Er Serbija/« Les meilleurs vols avec Air Serbia » (2007)
Air Serbia, en serbe : Er Srbija ou serbe en écriture cyrillique : Ер Србија, est une compagnie aérienne de Serbie dont le capital est détenu à 100% par l'Etat serbe (depuis 2023).
Anciennement appelée JAT Yugoslav Airlines, elle fut à l'époque la compagnie nationale aérienne de la Yougoslavie. Depuis 1961, JAT est membre de l'Association internationale du transport aérien (IATA) et, depuis 1971, membre de l'AEA. Son code IATA est JU (initiales de Jugoslavija, nom local du pays que l'on retrouve dans l'ancien nom de la compagnie ; son code OACI est ASL) et son indicatif Air Serbia.

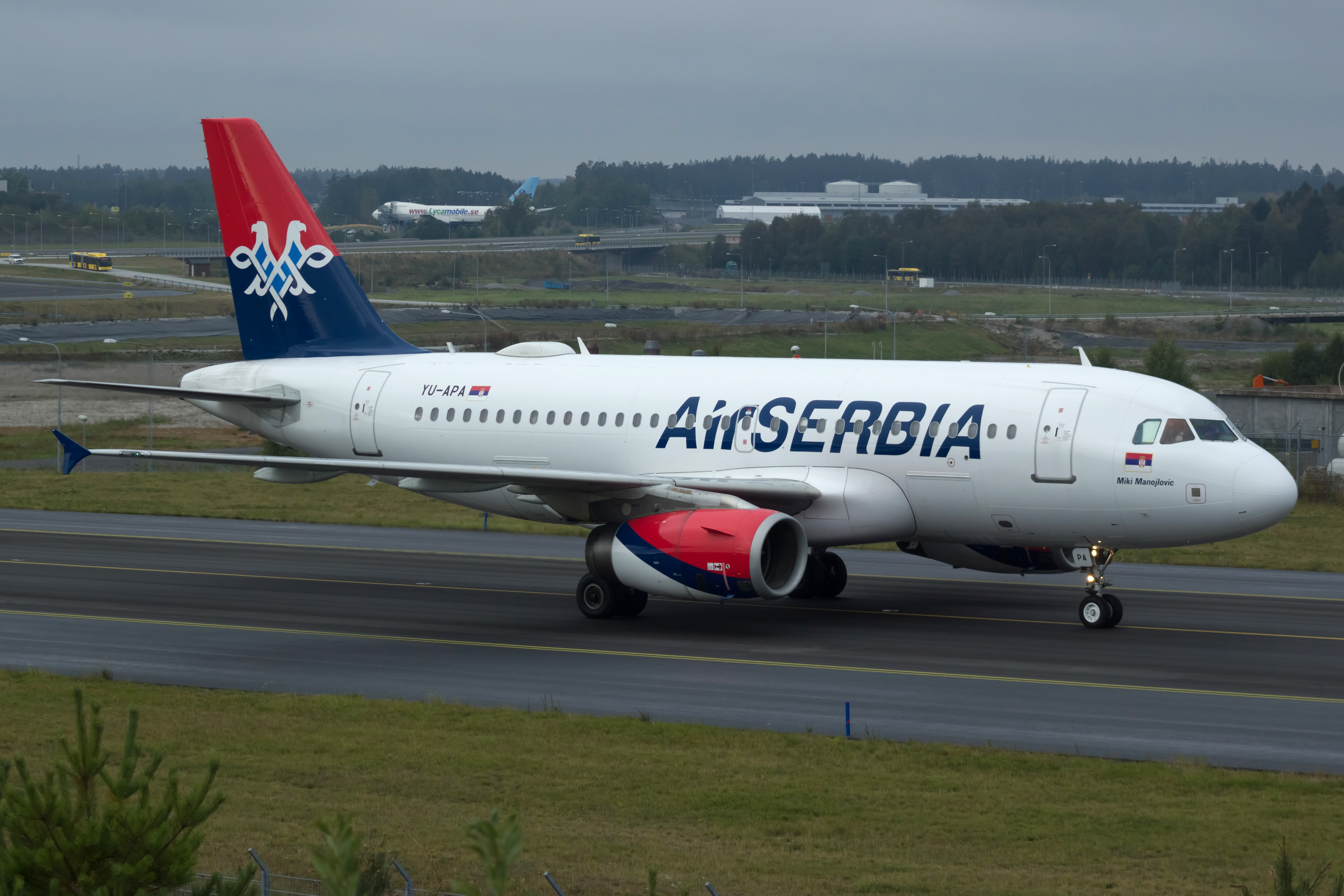
Un Airbus A319 d'Air Serbia

En 2024, la compagnie opère 70 destinations dans le monde.

## Histoire

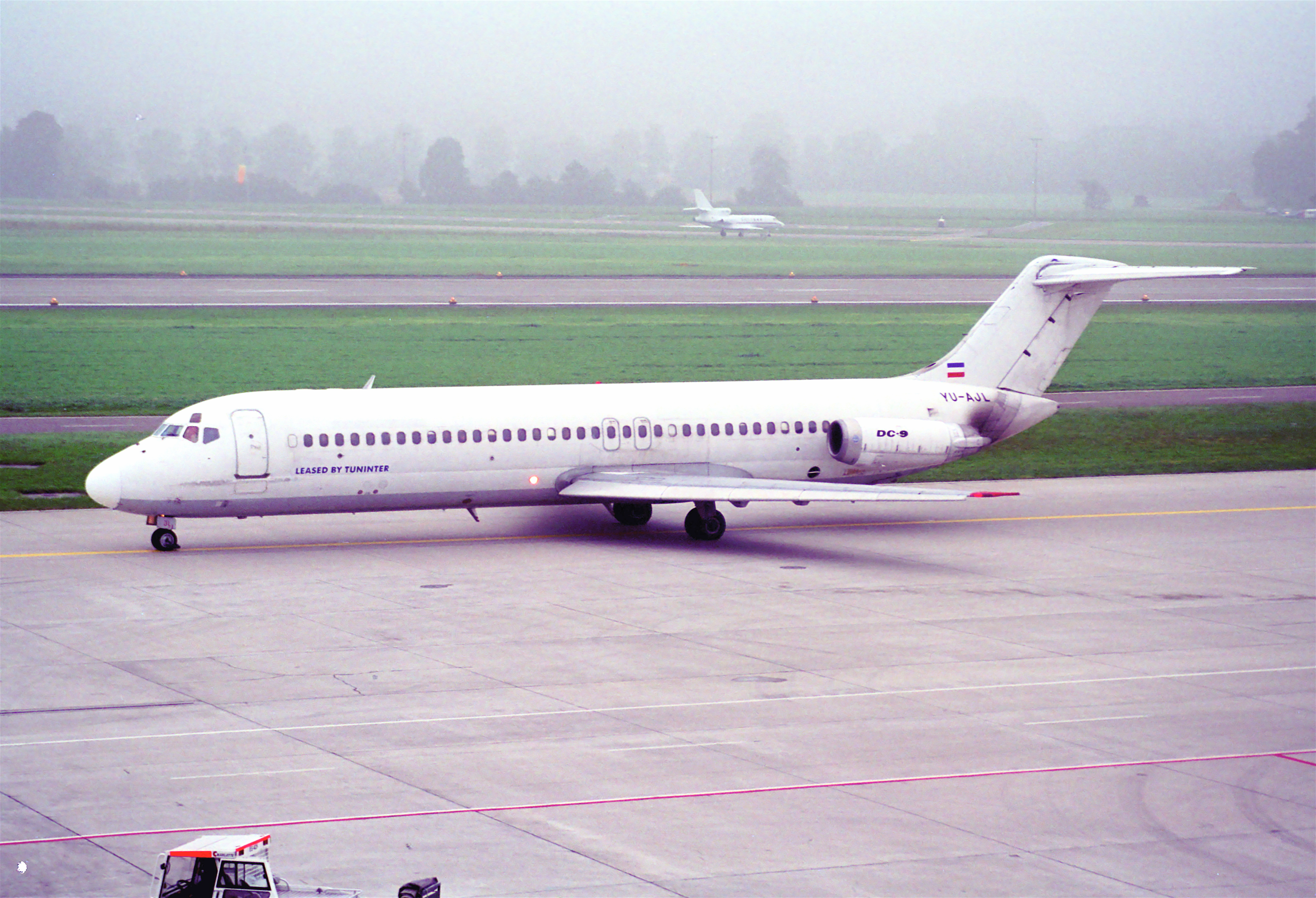
DC-9 de Yugoslav Airlines en 1997.

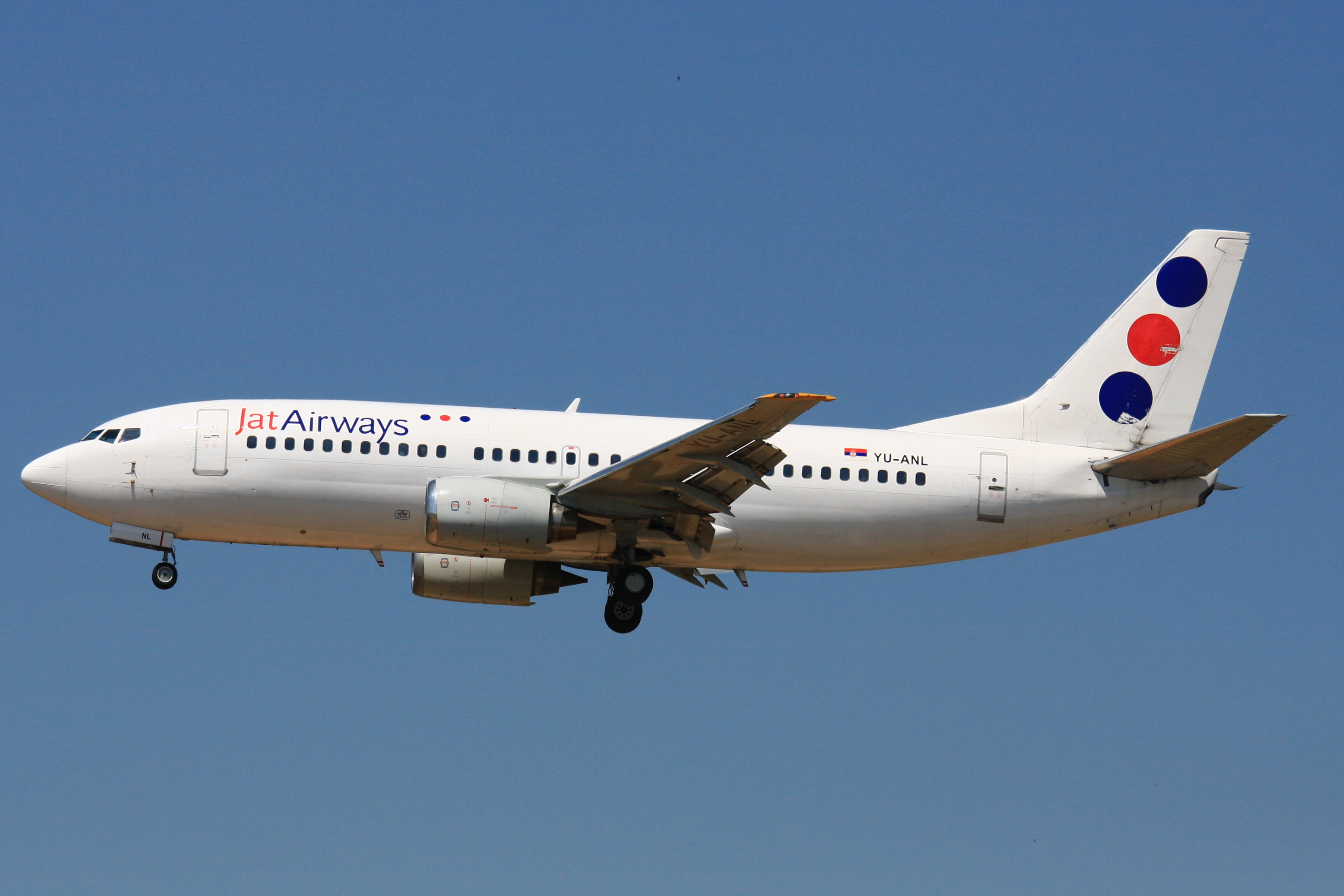
Boeing 737-300, de la compagnie JAT Airways.

### Aeroput (1927-1947)
Une première compagnie aérienne a été fondée le 17 juin 1927, qui portait le nom d'Aeroput (en) (Аеропут). Le premier vol international de cette compagnie eut lieu en 1929, entre Belgrade et Graz, en Autriche. En 1937, les lignes internationales se multiplièrent, accompagnées d'un accroissement du nombre de passagers. Dans ces conditions, Aeroput acquit un certain nombre de Lockheed L-10 Electra. La compagnie poursuivit ses activités jusqu'à la Seconde Guerre mondiale.

### Création de JAT Yugoslav Airlines (1947-1960)

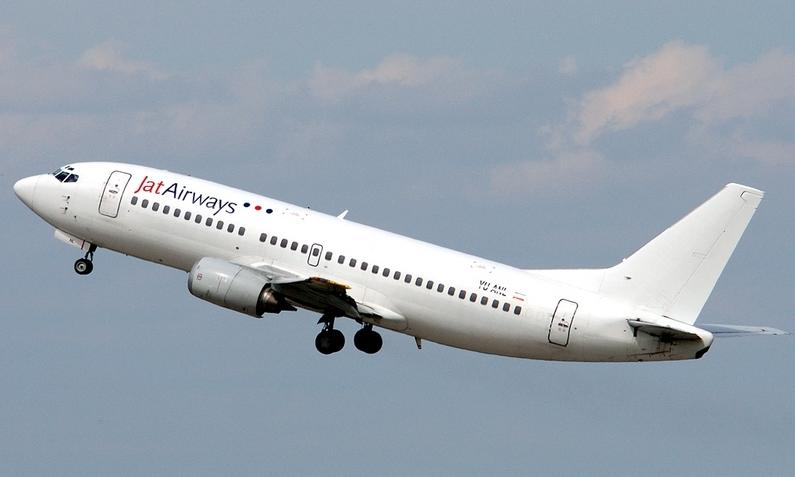
Un Boeing 737-300 de la compagnie JAT Airways, 2006.

En 1946, il devint évident que, en raison de ses missions, l'aviation de guerre serait incapable de s'impliquer directement dans le développement de l'aviation civile de la république fédérative socialiste de Yougoslavie. De ce fait, on conçut l'idée de créer une compagnie de transport civile. Trois avions de transport militaire C-47 et 3 moteurs Junkers Ju 52 (acquits pendant la guerre) furent envoyés en Tchécoslovaquie pour être transformés en avions civils ; les avions de transports furent ainsi munis de sièges pour le transport des passagers. Le 1er avril 1947, la nouvelle compagnie prit le nom de Jugoslovenski AeroTransport, abrégé en JAT (Југословенски аеротранспорт), puis celui de JAT Yugoslav Airlines, celui de Jat Airways, en juin 2003 et finalement rebaptisée Air Serbia en août 2013.
En 1949, la Yougoslavie dut faire face à une situation internationale difficile, car les prises de position de Tito l'isolaient à la fois du bloc de l'Est et de celui de l'Ouest. Cet isolement provoqua des difficultés d'approvisionnement en carburant, ainsi que l'annulation de tous les vols en direction de l'Europe de l'Est. JAT, pour survivre, dut se rabattre sur ses 6 lignes intérieures. Mais le rapprochement politique du pays avec l'Occident permit à la compagnie de passer un accord avec la compagnie suisse Swissair ; une ligne Belgrade-Zurich fut inaugurée le 24 août 1949 route. En 1950, des appareils Douglas DC-6B furent achetés pour les vols long-courrier, ainsi que des avions Convair 340 et Convair 440, destinés aux vols de plus courte distance. La même année 1950 vit s'ouvrir de nombreuses lignes internationales et intérieures.

### Période des avions à réaction (1960-1970)

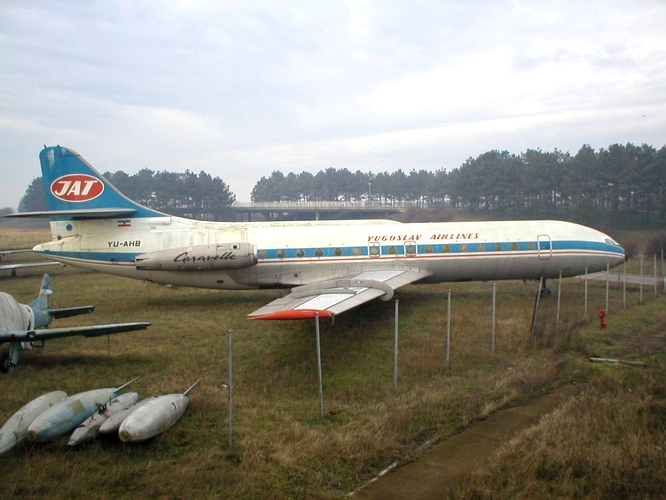
L'une des anciennes Caravelle VI-N de JAT Airways utilisées entre 1963 et 1976.

En 1963, un premier avion à réaction, la Caravelle VI-N, vint enrichir la flotte de JAT et, en 1969, vint s'ajouter un Douglas DC-9-32, le premier d'une série de 16 appareils. Et, en 1974, ce fut le tour d'un Boeing 727-200, le premier d'une série de neuf.
Des vols long-courrier en direction de l'Amérique du Nord, de l'Australie et de l'Extrême-Orient furent inaugurés en 1970. En 1978, un ensemble de McDonnell Douglas DC-10-30 fut choisi pour remplacer les Boeing 707 pour les vols longs-courriers. En revanche, les 707 restèrent en service jusque dans les années 1980, pour des vols charter ou pour servir d'appareils de remplacement. L'achat des DC-10-30 fut suivi, quelques années plus tard par l'acquisition d'un appareil de capacité moyenne.
En 1985, JAT fut la première compagnie européenne à se doter du Boeing 737-300. À cette époque, elle transportait 5 millions de passagers chaque année et desservait 80 destinations sur les cinq continents, avec 18 lignes intérieures, 45 lignes de moyen-courrier et 16 lignes long-courrier.

### Déclin (1990-2000)
En 1992, la république fédérative socialiste de Yougoslavie éclata et ce fut le début des guerres de Yougoslavie. JAT fut alors obligée d'interrompre ses dessertes intérieures. La résolution no 757, adoptée par le Conseil de sécurité des Nations unies le 20 mai 1992, eut comme effet de lourdes sanctions économiques contre la Serbie-Monténégro. Pour la première fois depuis la Seconde Guerre mondiale, le trafic international fut interrompu. L'Allemagne interrompit les contacts aériens le 21 décembre 1991, suivie de l'Italie le 10 janvier 1992. Les États-Unis établirent un embargo sur les communications aériennes le 2 mai 1992. C'est ainsi que les derniers vols réalisés par JAT vers l'Amérique furent en direction de Chicago et de New York.
Pendant cette période, JAT dut se contenter des vols intérieurs, entre Belgrade, Podgorica, Tivat, Niš et Priština ; la compagnie desservit également pour quelque temps l'aéroport d'Užice-Ponikve. Ces acheminements se firent pour la plupart à perte. Finalement, en 1994, JAT reprit une partie de ses vols internationaux, après que les États-Unis eurent levé l'embargo qui paralysait le pays. En 1998, JAT commanda 8 Airbus A319, ce qui fut interprété comme un geste politique de la part des dirigeants du pays. Selon le contrat, les appareils devaient être livrés en juin 2000, mais la date fut repoussée, ce qui occasionna une charge de 16 millions de dollars supplémentaires qui durent être versés à Airbus. Jat Airways négocie avec Airbus pour modifier le contrat. Mais, peu après cela, tous les vols furent annulés : l'Europe venait de proclamer un nouveau blocus. La Yougoslavie fut bombardée pendant 78 jours.

### Jat Airways et la recherche d'un partenaire stratégique (2000-2013)
Après la révolution du 5 octobre 2000, la Yougoslavie accepta le retour des organisations internationales et les sanctions dont elle était l'objet furent levées. La compagnie JAT eut à nouveau le droit d'effectuer des vols réguliers sur tous les continents. Pour accompagner ce changement, Yugoslav Airlines modifia son nom en celui de Jat Airways le 8 août 2003. La compagnie commença alors à organiser des vols vers l'Europe, l'Asie et l'Afrique. JAT vendit son dernier DC-10 le 24 juin 2005. Durant la même année 2005, la compagnie retira progressivement de ses lignes les appareils 727 et DC-9 qui restaient en sa possession. En juin 2005, la compagnie élabora des plans pour rétablir les vols long-courrier en direction de l'Amérique du Nord, notamment avec l'aéroport international John-F.-Kennedy de New York, l'aéroport international Pearson de Toronto, l'Aéroport international Pierre-Elliott-Trudeau de Montréal et l'aéroport international O'Hare de Chicago ; elle projetait d'employer deux Boeing 767-200ER. Mais ces plans furent contrariés. En revanche, JAT a depuis accueilli des vols en provenance du Canada.
Jat Airways ne faisait partie d'aucun partenariat. En revanche, la compagnie échangeait ses codes avec Lufthansa, Austrian Airlines, Air France, Alitalia, Aeroflot et Air Bosna. Jat Airways a également passé des accords avec les Émirats arabes unis pour les vols en direction et en provenance de l'Australie.
Jat Airways a inauguré son service de réservation en ligne en septembre 2006 ainsi que les billets électroniques en avril 2007.
Jat Airways a célébré ses 80 ans le 17 juin 2007.
En raison de la concurrence dans le secteur aérien serbe, le gouvernement de la république de Serbie envisage dès 2007 de privatiser JAT Airways pour assurer le développement futur de la compagnie. En juillet 2008, la procédure de privatisation de la compagnie est officiellement ouverte.

### Air Serbia (2013-)

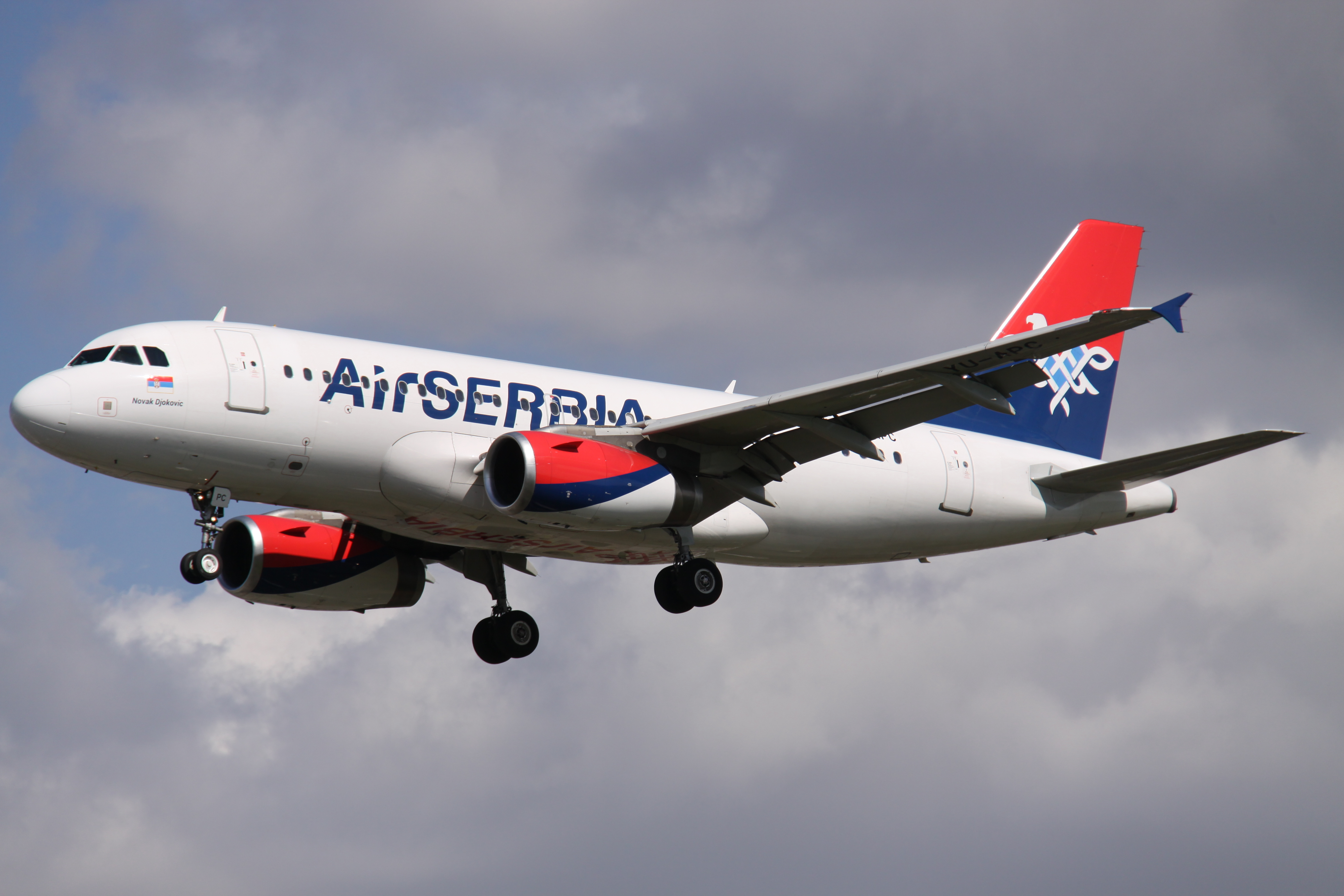
Airbus A319 aux couleurs d'Air Serbia

Le 1er août 2013, Jat Airways change de nom et devient Air Serbia, après un accord stratégique passé entre le gouvernement serbe et Etihad Airways. Cette dernière acquiert 49 % du capital et signe un contrat lui donnant la direction des opérations pour cinq ans. Le vol inaugural avec le nouveau branding a lieu le 26 octobre 2013, à bord d’un Airbus A319 baptisé au nom du joueur de tennis serbe Novak Djokovic . 
En 2022, la part d'Etihad dans l'actionnariat d'Air Serbia tombe à 16 %, et en novembre 2023, l'Etat serbe rachète les actions restantes aux mains d'Etihad, lui permettant de reprendre le plein actionnariat de la compagnie aérienne.
Air Serbia a annoncé avoir transporté 1,12 million de passagers durant le premier semestre 2015

## Accidents et incidents
Le 18 février 2024, le vol JU324 est gravement endommagé au décollage à Belgrade après avoir heurté une des antennes du Système d'atterrissage aux instruments de la piste opposée.

## Flotte
Dès sa création, Air Serbia décide de s'équiper de huit Airbus A319 et deux Airbus A320, pour remplacer les vieux Boeing 737-300 de JAT Airways. Un premier A319 est livré en octobre 2013 et sept A319 et deux A320 arrivent en septembre 2014. En revanche, les cinq ATR 72 seront conservés et repeints aux couleurs de la nouvelle compagnie.

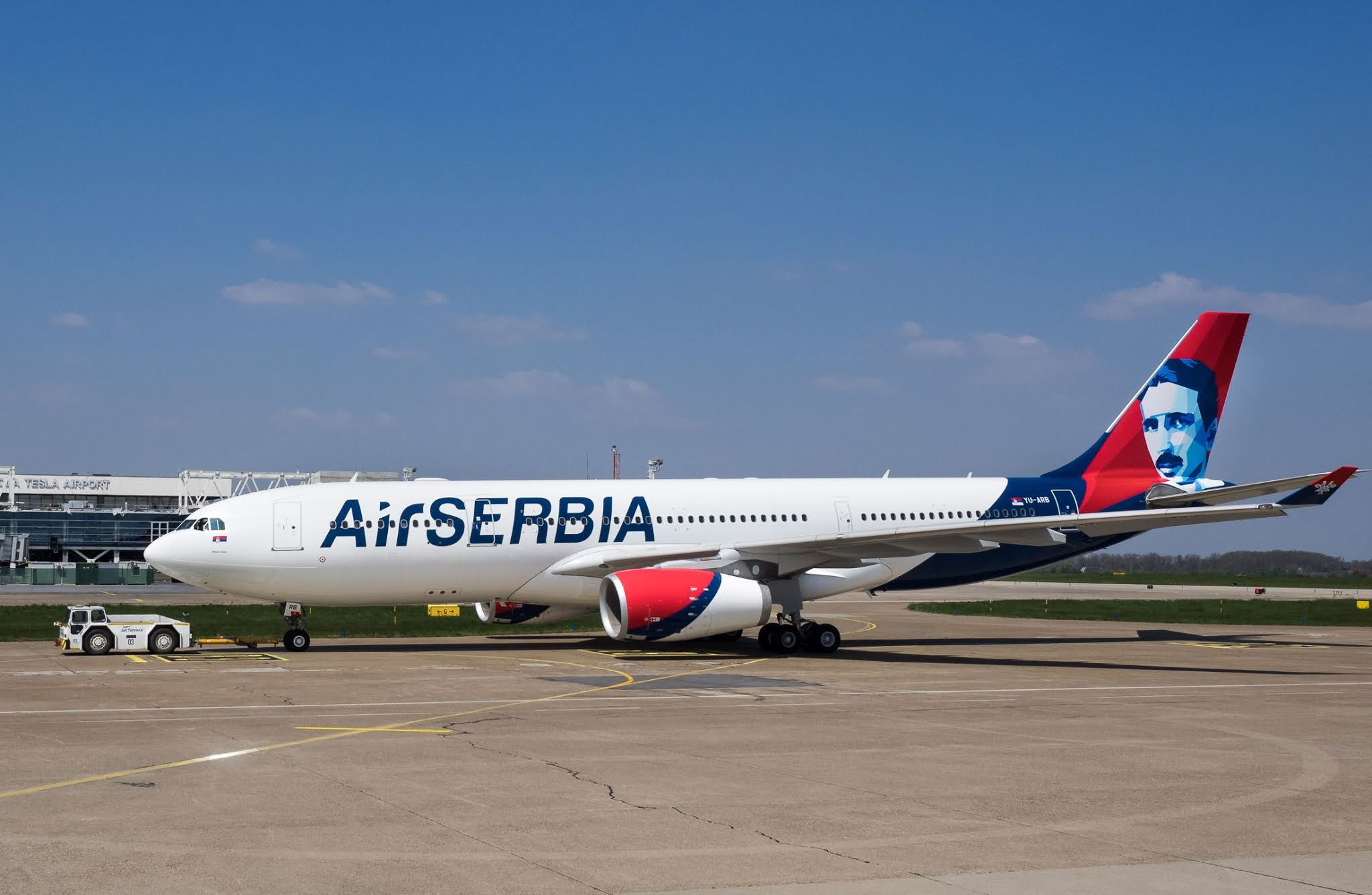
A330-200 (Nikola Tesla livery)

En juin 2016 arrive le premier Airbus bi-couloir, un Airbus A330-200, qui est dédié à la ligne directe entre Belgrade et New York.
Le 19 novembre 2019, AirSerbia annonce qu'elle a commandé 10 Airbus A320neo, qui seront prélevés sur une commande effectuée par ETIHAD auprès d'Airbus , pour remplacer les A319 et A320. Toutefois, les listes de commandes d'Airbus indiquent, en janvier 2019 , que cette commande d'appareil a disparu, probablement du fait des pertes financières d'ETIHAD.
Air Serbia a prévu de remplacer, en 2022, ses ATR 72-200, 500 et 600 par des ATR 72-600 modernes .

## Destinations
Air Serbia dessert déjà 61 destinations au total en Europe, en Méditerranée, au Moyen-Orient, en Amérique du Nord et en Afrique, tant dans le transport de passagers et de fret.
| Pays                | Ville                 | Aéroport                                     | Notes                   | Refs   |
| ------------------- | --------------------- | -------------------------------------------- | ----------------------- | ------ |
| Albanie             | Tirana                | Aéroport international de Tirana             |                         | [ 21 ] |
| Allemagne           | Berlin                | Aéroport de Berlin-Brandebourg               |                         | [ 21 ] |
| Allemagne           | Berlin                | Aéroport de Berlin-Tegel                     | Modèle:Terminated       | [ 21 ] |
| Allemagne           | Cologne               | Aéroport de Cologne                          |                         | [ 21 ] |
| Allemagne           | Düsseldorf            | Aéroport de Düsseldorf                       |                         | [ 21 ] |
| Allemagne           | Francfort             | Aéroport de Francfort                        |                         | [ 21 ] |
| Allemagne           | Friedrichshafen       | Aéroport de Friedrichshafen                  | Modèle:Terminated       | [ 22 ] |
| Allemagne           | Hahn                  | Aéroport de Francfort-Hahn                   |                         | [ 22 ] |
| Allemagne           | Hambourg              | Aéroport de Hambourg                         |                         | [ 23 ] |
| Allemagne           | Hanovre               | Aéroport de Hanovre-Langenhagen              |                         | [ 22 ] |
| Allemagne           | Karlsruhe/Baden-Baden | Aéroport de Karlsruhe-Baden-Baden            | Modèle:Terminated       | [ 22 ] |
| Allemagne           | Nuremberg             | Aéroport de Nuremberg                        |                         | [ 22 ] |
| Allemagne           | Stuttgart             | Aéroport de Stuttgart                        |                         | [ 21 ] |
| Autriche            | Salzbourg             | Aéroport de Salzbourg                        |                         | [ 21 ] |
| Autriche            | Vienne                | Aéroport de Vienne-Schwechat                 |                         | [ 21 ] |
| Belgique            | Bruxelles             | Aéroport de Bruxelles-National               |                         | [ 21 ] |
| Bosnie-Herzégovine  | Banja Luka            | Aéroport international de Banja Luka         |                         | [ 24 ] |
| Bosnie-Herzégovine  | Sarajevo              | Aéroport international de Sarajevo           |                         | [ 21 ] |
| Bosnie-Herzégovine  | Mostar                | Aéroport de Mostar                           |                         |        |
| Bulgarie            | Sofia                 | Aéroport de Sofia                            |                         | ,      |
| Bulgarie            | Varna                 | Aéroport de Varna                            | Modèle:Airline seasonal | [ 21 ] |
| Chine               | Tianjin               | Aéroport international de Tianjin Binhai     |                         | ,      |
| Chine               | Shanghai              | Aéroport international de Shanghai-Pudong    | Fin 2024                |        |
| Croatie             | Dubrovnik             | Aéroport de Dubrovnik                        | Modèle:Airline seasonal | [ 21 ] |
| Croatie             | Pula                  | Aéroport de Pula                             | Modèle:Airline seasonal | [ 21 ] |
| Croatie             | Rijeka                | Aéroport de Rijeka                           | Modèle:Airline seasonal | [ 27 ] |
| Croatie             | Split                 | Aéroport de Split                            | Modèle:Airline seasonal | [ 21 ] |
| Croatie             | Zadar                 | Aéroport de Zadar                            | Modèle:Airline seasonal | [ 27 ] |
| Croatie             | Zagreb                | Aéroport de Zagreb                           |                         | [ 21 ] |
| Chypre              | Larnaca               | Aéroport international de Larnaca            |                         | [ 21 ] |
| République tchèque  | Prague                | Aéroport de Prague                           |                         | ,      |
| Danemark            | Copenhague            | Aéroport de Copenhague                       |                         | [ 21 ] |
| Égypte              | Le Caire              | Aéroport du Caire                            |                         | ,      |
| Émirats arabes unis | Abou Dabi             | Aéroport d'Abou Dabi                         | Modèle:Terminated       | ,      |
| États-Unis          | Chicago               | Aéroport international O'Hare de Chicago     |                         | [ 30 ] |
| États-Unis          | New York              | Aéroport international de New York           |                         |        |
| États-Unis          | Miami                 | Aéroport international de Miami              | Fin 2024                | ,      |
| Finlande            | Helsinki              | Aéroport d'Helsinki                          | Modèle:Terminated       | [ 27 ] |
| France              | Lyon                  | Aéroport de Lyon                             |                         | [ 27 ] |
| France              | Marseille             | Aéroport Marseille                           |                         | [ 23 ] |
| France              | Nice                  | Aéroport de Nice                             | Modèle:Terminated       | [ 27 ] |
| France              | Paris                 | Aéroport de Paris-Charles-de-Gaulle          |                         | [ 21 ] |
| Grèce               | Athènes               | Athens International Airport                 |                         | [ 21 ] |
| Grèce               | La Canée              | Chania Airport                               | Modèle:Airline seasonal | [ 21 ] |
| Grèce               | Corfou                | Corfu Airport                                | Modèle:Airline seasonal | [ 21 ] |
| Grèce               | Héraklion             | Heraklion Airport                            | Modèle:Airline seasonal | [ 21 ] |
| Grèce               | Rhodes                | Rhodes Airport                               | Modèle:Airline seasonal | [ 21 ] |
| Grèce               | Thessalonique         | Thessaloniki Airport                         |                         | ,      |
| Hongrie             | Budapest              | Budapest Ferenc Liszt International Airport  |                         | [ 34 ] |
| Israël              | Tel Aviv              | Aéroport de Tel Aviv                         |                         | [ 35 ] |
| Italie              | Bari                  | Bari Airport                                 | Modèle:Airline seasonal | [ 21 ] |
| Italie              | Bologne               | Bologna Guglielmo Marconi Airport            |                         | [ 22 ] |
| Italie              | Catane                | Catania–Fontanarossa Airport                 | Modèle:Airline seasonal | [ 21 ] |
| Italie              | Florence              | Florence Airport                             |                         | [ 36 ] |
| Italie              | Milan                 | Milan Malpensa Airport                       |                         | [ 21 ] |
| Italie              | Naples                | Naples International Airport                 |                         | [ 36 ] |
| Italie              | Palerme               | Falcone Borsellino Airport                   | Modèle:Airline seasonal | [ 21 ] |
| Italie              | Rome                  | Leonardo da Vinci–Fiumicino Airport          |                         | [ 21 ] |
| Italie              | Trieste               | Trieste – Friuli Venezia Giulia Airport      | Modèle:Terminated       | [ 21 ] |
| Italie              | Venise                | Venice Marco Polo Airport                    |                         | [ 37 ] |
| Jordanie            | Amman                 | Queen Alia International Airport             | Modèle:Terminated       | [ 38 ] |
| Liban               | Beyrouth              | Beirut–Rafic Hariri International Airport    | Modèle:Terminated       | [ 21 ] |
| Malte               | La Valette            | Aéroport de Malte                            |                         | [ 21 ] |
| Moldavie            | Chișinău              | Chișinău International Airport               | Modèle:Terminated       | [ 38 ] |
| Monténégro          | Podgorica             | Podgorica Airport                            |                         | [ 21 ] |
| Monténégro          | Tivat                 | Tivat Airport                                |                         | [ 21 ] |
| Pays-Bas            | Amsterdam             | Amsterdam Airport Schiphol                   |                         | [ 21 ] |
| Macédoine du Nord   | Ohrid                 | Aéroport Saint-Paul-l'Apôtre d'Ohrid         | Modèle:Airline seasonal | [ 21 ] |
| Macédoine du Nord   | Skopje                | Aéroport international de Skopje             |                         | [ 21 ] |
| Norvège             | Oslo                  | Oslo Airport, Gardermoen                     |                         | [ 21 ] |
| Pologne             | Cracovie              | Kraków John Paul II International Airport    |                         | [ 39 ] |
| Pologne             | Varsovie              | Warsaw Chopin Airport                        | Modèle:Terminated       | ,      |
| Portugal            | Lisbonne              | Lisbon Airport                               |                         | ,      |
| Portugal            | Porto                 | Porto Airport                                |                         | ,      |
| Roumanie            | Bucarest              | Aéroport de Bucarest-Henri-Coandă            |                         | [ 24 ] |
| Russie              | Kazan                 | Kazan International Airport                  |                         | [ 44 ] |
| Russie              | Krasnodar             | Krasnodar International Airport              | Modèle:Terminated       | [ 27 ] |
| Russie              | Moscou                | Aéroport de Moscou-Cheremetievo              |                         | [ 21 ] |
| Russie              |                       | Aéroport Platov                              | Modèle:Terminated       | [ 38 ] |
| Russie              | Saint-Pétersbourg     | Aéroport de Poulkovo                         |                         | [ 45 ] |
| Russie              | Sotchi                | Aéroport international de Sotchi             |                         | [ 38 ] |
| Serbie              | Belgrade              | Aéroport Nikola-Tesla de Belgrade            | Modèle:Airline hub      | [ 21 ] |
| Serbie              | Kraljevo              | Aéroport de Morava                           | Modèle:Airline focus    | [ 46 ] |
| Serbie              | Niš                   | Aéroport de Niš                              | Modèle:Airline focus    | [ 22 ] |
| Slovénie            | Ljubljana             | Aéroport de Ljubljana                        |                         | [ 24 ] |
| Espagne             | Barcelone             | Aéroport Josep Tarradellas Barcelone-El Prat |                         | [ 27 ] |
| Espagne             | Madrid                | Aéroport Adolfo Suárez Madrid-Barajas        |                         | [ 27 ] |
| Espagne             | Aéroport de Malaga    | Malaga                                       |                         | [ 47 ] |
| Espagne             | Palma de Mallorca     | Aéroport de Palma de Majorque                | Modèle:Airline seasonal | [ 27 ] |
| Espagne             | Valence               | Aéroport de Valence                          |                         | [ 27 ] |
| Suède               | Göteborg              | Aéroport de Göteborg-Landvetter              |                         | [ 23 ] |
| Suède               | Stockholm             | Aéroport de Stockholm-Arlanda                |                         | [ 21 ] |
| Suisse              | Genève                | Aéroport international de Genève             | Modèle:Terminated       | [ 38 ] |
| Suisse              | Zurich                | Aéroport de Zurich                           |                         | [ 21 ] |
| Turquie             | Ankara                | Aéroport Esenboğa                            |                         | [ 34 ] |
| Turquie             | Istanbul              | Aéroport d'Istanbul                          |                         | ,      |
| Turquie             | Izmir                 | Aéroport Adnan-Menderes                      |                         | [ 34 ] |
| Ukraine             | Kiev                  | Aéroport de Kiev-Boryspil                    | Modèle:Terminated       | [ 27 ] |
| Ukraine             | Lviv                  | Aéroport international de Lviv               | Modèle:Terminated       | ,      |
| Royaume-Uni         | Londres               | Aéroport de Londres-Heathrow                 |                         | [ 27 ] |